# Ernesto Pinto-Bazurco
Ernesto Pinto-Bazurco Alcalde (Bellavista, Callao; 28 de septiembre de 1913 - Lima, 19 de mayo de 2014) fue un médico peruano. Durante la Segunda Guerra Mundial fue encargado de defender los intereses de los ciudadanos peruanos en Múnich, Alemania por delegación del consulado de Suiza. Durante ese encargo, expidió visas que permitieron a algunas familias judías salir de Alemania.

## Biografía
Su padre, Moisés Pinto-Bazurco Gutiérrez, fue doctor en matemáticas y oficial de la Marina de Guerra del Perú. Su madre, Doña Rosa Alcalde, fue fundadora de una empresa de transporte de pasajeros en Lima.
En el año 1934 Ernesto Pinto-Bazurco viajó a Alemania, seleccionado por la firma farmacéutica Bayer para estudiar medicina. Pinto-Bazurco participa de las actividades de la Casa Perú en Múnich, un centro de difusión cultural latinoamericana en la zona de Baviera creado por Alfredo Ebentreich que era frecuentado principalmente por ciudadanos peruanos, latinoamericanos y alemanes. Allí conoce a su futura esposa Hildegard Rittler, natural de Rosenheim, Baviera, con quien tuvo tres hijos: Rosa, nacida en 1942; Oscar Aurelio, nacido en 1945 y Ernesto, nacido en 1946.

### Segunda Guerra Mundial
Cuando estalla la Segunda Guerra Mundial, muchos de los ciudadanos latinoamericanos que residían en Alemania emigraron a otros países. Ernesto Pinto-Bazurco decide quedarse en Múnich como retribución al país que le había permitido estudiar medicina ya que intuye que por la guerra la necesidad de médicos iba a ser muy alta.

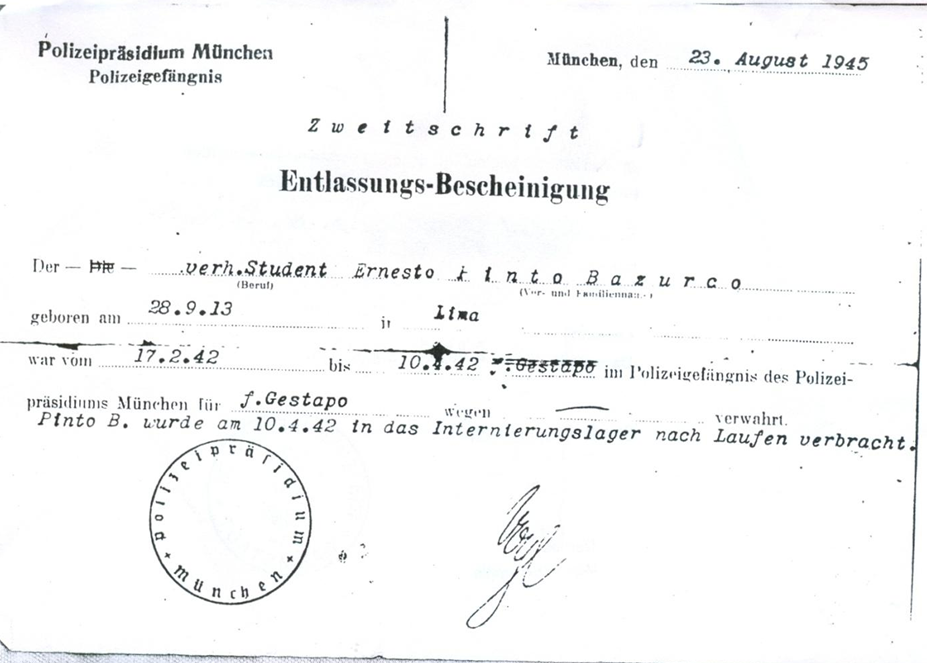
Constancia de arresto de Ernesto Pinto-Bazurco

Durante los primeros años de la guerra Pinto-Bazurco trabaja como médico en un hospital de Múnich (Allgemeines Krankenhaus). El régimen Nazi le niega hasta en tres oportunidades contraer matrimonio con Hildegard Rittler aduciendo que no era aceptable que una alemana contrajera nupcias con un peruano habiendo tantos hombres alemanes con quienes ella podía casarse.
A inicios de 1942, el Perú rompe relaciones con los países del Eje, luego de producirse el ataque japonés a Pearl Harbor y retiró a sus diplomáticos de Alemania. El Consulado Peruano en Múnich se trasladó a Suiza.
El 17 de febrero de 1942, Ernesto Pinto-Bazurco es arrestado por la Gestapo por ser sospechoso de espionaje de la causa Aliada, debido a que su padre era oficial de marina de un país beligerante y por ser uno de los pocos peruanos que se quedaron después de iniciada la guerra. Fue internado primero en el cuartel de la policía de Múnich y luego trasladado al fuerte de la ciudad de Laufen muy cerca de la frontera con Austria. Fue liberado el 14 de mayo del mismo año sin que le encontraran ningún cargo de arresto.

### Encargo de Consulado suizo
Al romper el Perú relaciones diplomáticas con Alemania, la Confederación Helvética (Suiza) asume la representación del Perú en Alemania. El consulado suizo en Alemania confía la protección de los peruanos a Ernesto Pinto-Bazurco.
En estas circunstancias, Pinto-Bazurco es buscado por unas familias judías que se encontraban en la clandestinidad y le solicitan ayuda para escapar de la persecución nazi durante los años de la gran guerra. Cuando Pinto-Bazurco le pregunta a una de las familias judías porque se dirigieron a él ya que las familias querían huir a Argentina, le responden que el apellido Pinto es de origen sefardí. Pinto-Bazurco les otorga la documentación necesaria sin pedir ningún pago ni beneficio a cambio. Además, Ernesto Pinto-Bazurco ayudó como médico a quienes no se atrevían a ir a un hospital por temor a ser detenidos.
Terminada la Segunda Guerra Mundial, el buque peruano Rímac repatrió, en 1948, a algunos peruanos que se habían quedado en la guerra. Entre ellos estaba la familia Pinto-Bazurco-Rittler. En el Perú, Hildegard Rittler realiza actividades pacifistas y de promoción de la cultura alemana, lo que le valió recibir la “Cruz al Mérito” alemana. Hildegard Rittler ha escrito su testimonio de lo vivido con Ernesto Pinto-Bazurco en esos años en los libros Ángeles en el infierno y Cuando el amor vence la guerra.